# Чемпионат мира по горнолыжному спорту 2021
46-й чемпионат мира по горнолыжному спорту (англ. FIS Alpine World Ski Championships 2021) проходил в итальянской Кортина-д’Ампеццо с 8 по 21 февраля 2021 года. Титульный спонсор чемпионата — Audi.

## Общая информация
Место проведения было определено конгрессом FIS в Канкуне, в Мексике, 10 июня 2016 года. Заявка Кортины-д’Ампеццо была единственной.  
Кортина-д’Ампеццо ранее принимала чемпионат мира 1932 года, а также чемпионат мира в рамках зимних Олимпийских игр 1956 года. Также здесь проходил чемпионат мира по горнолыжному спорту 1941 года, результаты которого после Второй мировой войны были аннулированы.
На чемпионате мира было разыграно 13 комплектов наград. В программу чемпионатов мира впервые добавлены соревнования по параллельному гигантскому слалому у мужчин и у женщин, также будут проведены соревнования смешанных команд в параллельной дисциплине.
Сразу пять горнолыжников выиграли по два золота — Винцент Крихмайр (супергигант и скоростной спуск), Себастьян Фосс-Солевог (команды и слалом), Матьё Февр (гигантский слалом и параллельный гигантский слалом), Лара Гут-Бехрами (супергигант и гигантский слалом) и Катарина Линсбергер (параллельный гигантский слалом и слалом).
По общему количеству наград лучшей стала Микаэла Шиффрин, которая в 4 стартах завоевала 4 медали. Шиффрин довела общее количество своих наград на чемпионатах мира до 11. При этом Шиффрин прервала свою рекордную серию из 4 подряд побед в слаломе на чемпионатах мира, на этот раз она стала третьей.
Спортсмены сборной России выступают на турнире под флагом Олимпийского комитета России в составе команды RSF (Russian Ski Federation). На форме спортсменов должна отсутствовать национальная символика.  Государственный гимн России нельзя официально исполнять в какой-либо официальной зоне чемпионата мира, вместо гимна России используется гимн Международной федерации лыжного спорта (FIS). FIS ввел данные ограничения в свете решения Спортивного арбитражного суда (CAS) об отстранении России от Олимпиад и чемпионатов мира на два года.

## Медалисты

### Мужчины
| Дисциплина                                   | Дата       | Золото                          | Серебро                    | Бронза                        |
| Скоростной спуск см. подробнее               | 14 февраля | Винцент Крихмайр Австрия        | Андреас Зандер Германия    | Беат Фойц Швейцария           |
| Супергигант см. подробнее                    | 11 февраля | Винцент Крихмайр Австрия        | Ромед Бауман Германия      | Алексис Пентюро Франция       |
| Гигантский слалом см. подробнее              | 19 февраля | Матьё Февр Франция              | Лука Де Алипрандини Италия | Марко Шварц Австрия           |
| Слалом см. подробнее                         | 21 февраля | Себастьян Фосс-Солевог Норвегия | Адриан Пертль Австрия      | Хенрик Кристофферсен Норвегия |
| Комбинация см. подробнее                     | 15 февраля | Марко Шварц Австрия             | Алексис Пентюро Франция    | Лоик Мейяр Швейцария          |
| Параллельный гигантский слалом см. подробнее | 16 февраля | Матьё Февр Франция              | Филип Зубчич Хорватия      | Лоик Мейяр Швейцария          |

### Женщины
| Дисциплина                                   | Дата       | Золото                      | Серебро                | Бронза                      |
| Скоростной спуск см. подробнее               | 13 февраля | Коринн Зутер Швейцария      | Кира Вайдле Германия   | Лара Гут-Бехрами Швейцария  |
| Супергигант см. подробнее                    | 11 февраля | Лара Гут-Бехрами Швейцария  | Коринн Зутер Швейцария | Микаэла Шиффрин США         |
| Гигантский слалом см. подробнее              | 18 февраля | Лара Гут-Бехрами Швейцария  | Микаэла Шиффрин США    | Катарина Линсбергер Австрия |
| Слалом см. подробнее                         | 20 февраля | Катарина Линсбергер Австрия | Петра Вльгова Словакия | Микаэла Шиффрин США         |
| Комбинация см. подробнее                     | 15 февраля | Микаэла Шиффрин США         | Петра Вльгова Словакия | Мишель Гизин Швейцария      |
| Параллельный гигантский слалом см. подробнее | 16 февраля | Катарина Линсбергер Австрия | —                      | Тесса Уорли Франция         |
| Параллельный гигантский слалом см. подробнее | 16 февраля | Марта Бассино Италия        | —                      | Тесса Уорли Франция         |

В женском параллельном гигантском слаломе было принято решение разделить победу между Катариной Линсбергер и Мартой Бассино, которые показали одинаковое время по сумме двух финальных заездов с точностью до сотой секунды.

### Команды
Курсивом выделены запасные, ни разу не выходившие на старт во время командного первенства
| Дисциплина                         | Дата       | Золото | Серебро | Бронза                                                                                              |
| Командное первенство см. подробнее | 17 февраля | Норвегия · Теа-Луиза Стьернесунн · Кристина Рийс-Йоханнессен · Себастьян Фосс-Солевог · Фабиан Вилкенс Солхейм · Кристин Люсдаль | Швеция · Эстель Альфан · Сара Хектор · Кристоффер Якобсен · Маттиас Рённгрен · Йонна Лутман · Вильям Ханссон | Германия · Эмма Айхер · Андреа Фильзер · Штефан Луйц · Александер Шмид · Лена Дюрр · Линус Штрассер |

### Общее количество медалей
*   Принимающая страна (Италия)
| Место           | Страна          | Золото | Серебро | Бронза | Всего |
| --------------- | --------------- | ------ | ------- | ------ | ----- |
| 1               | Австрия         | 5      | 1       | 2      | 8     |
| 2               | Швейцария       | 3      | 1       | 5      | 9     |
| 3               | Франция         | 2      | 1       | 2      | 5     |
| 4               | Норвегия        | 2      | 0       | 1      | 3     |
| 5               | США             | 1      | 1       | 2      | 4     |
| 6               | Италия*         | 1      | 1       | 0      | 2     |
| 7               | Германия        | 0      | 3       | 1      | 4     |
| 8               | Словакия        | 0      | 2       | 0      | 2     |
| 9               | Хорватия        | 0      | 1       | 0      | 1     |
| 9               | Швеция          | 0      | 1       | 0      | 1     |
| Всего стран: 10 | Всего стран: 10 | 14     | 12      | 13     | 39    |

## Календарь соревнований
Время местное (UTC+1)
| Дата       | Время         | Мужчины                | Женщины                |
| ---------- | ------------- | ---------------------- | ---------------------- |
| 11 февраля | 10:45         |                        | Супергигант            |
| 11 февраля | 13:00         | Супергигант            |                        |
| 13 февраля | 11:00         |                        | Скоростной спуск       |
| 14 февраля | 11:00         | Скоростной спуск       |                        |
| 15 февраля | 10:00 / 13:30 |                        | Комбинация             |
| 15 февраля | 10:00 / 13:30 | Комбинация             |                        |
| 16 февраля | 9:00 / 14:00  | Параллельный гиг. сл   |                        |
| 16 февраля | 9:00 / 14:00  |                        | Параллельный гиг. сл.  |
| 17 февраля | 12:15         | Командные соревнования | Командные соревнования |
| 18 февраля | 10:00 / 13:30 |                        | Гигантский слалом      |
| 19 февраля | 10:00 / 13:30 | Гигантский слалом      |                        |
| 20 февраля | 10:00 / 13:30 |                        | Слалом                 |
| 21 февраля | 10:00 / 13:30 | Слалом                 |                        |